# Port lotniczy Ulawa
Port lotniczy Ulawa (ang. Ulawa Airport) – port lotniczy zlokalizowany w miejscowości Arona, na wyspie Ulawa, na Wyspach Salomona.